# 小行星7332
小行星7332（英語：7332 Ponrepo）是一颗围绕太阳公转的小行星。1986年12月4日，安東寧·姆爾科斯在克列特发现了此天体。
这颗小行星的绝对星等为294.65506等。